# Comuna Șîroke, Simferopol
Șîroke (în ucraineană Широке) este o comună în raionul Simferopol, Republica Autonomă Crimeea, Ucraina, formată din satele Dîvne, Kuprine, Prolitne și Șîroke (reședința).

## Demografie
Componența lingvistică a comunei Șîroke
     Rusă (72,65%)
     Ucraineană (18,96%)
     Tătară crimeeană (6,11%)
     Alte limbi (1,32%)
Conform recensământului din 2001, majoritatea populației comunei Șîroke era vorbitoare de rusă (72,65%), existând în minoritate și vorbitori de ucraineană (18,96%) și tătară crimeeană (6,11%).